# 墨西哥真鰶
墨西哥真鰶為輻鰭魚綱鲱形目鲱科的其中一種，分布於中美洲墨西哥至瓜地馬拉北部淡水流域，體長可達20公分，棲息在河川，以浮游生物為食，可做為食用魚。

## 擴展閱讀
維基物種上的相關：墨西哥真鰶